# Prva pješačka divizija
Prva pješačka divizija bila je pješačka divizija Hrvatskog domobranstva tijekom Drugog svjetskog rata. Formirana je oko 1. kolovoza 1941. sa stožerom u Zagrebu kao nasljednica bivše Savske divizije. U travnju 1942. stožer divizije prebačen je u Bjelovar, gdje je bio do veljače 1943. Divizijski garnizon imao je odgovornost na području općina: Koprivnica, Ludbreg, Križevci, Lepavina i Varaždinske Toplice. Divizijski stožer i osoblje raspušteni su prilikom preustroja 1. kolovoza 1943.

## Zapovjednici
- Pukovnik Emanuel Balley (kolovoz 1941. - travanj 1942.)
- Pukovnik Ivan Pavić (travanj 1942. - kolovoz 1942.)
- Pukovnik Matija Murković (kolovoz 1942. - prosinac 1942.)
- Pukovnik Stjepan Peričić (prosinac 1942. - srpanj 1943.)
- Pukovnik Mirko Zgaga (srpanj 1943. - ožujak 1943.)

## Ustroj divizije 20. listopada 1941.
- Divizijski stožer
- 1. pješačka pukovnija
- 2. pješačka pukovnija
- 11. pješačka pukovnija
- 1. topnička skupina
- 2. topnička skupina